# Krontjärnen (Stensele socken, Lappland)
Krontjärnen är en sjö i Storumans kommun i Lappland och ingår i Umeälvens huvudavrinningsområde.